# Conus longurionis
Conus longurionis é uma espécie de gastrópode do gênero Conus, pertencente à família Conidae.